# Accous
Accous – miejscowość i gmina we Francji, w regionie Nowa Akwitania, w departamencie Pireneje Atlantyckie.
Według danych na rok 1990 gminę zamieszkiwało 396 osób, a gęstość zaludnienia wynosiła 7 osób/km² (wśród 2290 gmin Akwitanii Accous plasuje się na 795. miejscu pod względem liczby ludności, natomiast pod względem powierzchni na miejscu 101.).
| 1896 | 1901 | 1926 | 1936 | 1954 | 1962 | 1968 | 1975 | 1982 | 1990 | 1999 |
| ---- | ---- | ---- | ---- | ---- | ---- | ---- | ---- | ---- | ---- | ---- |
| 1070 | 1033 | 850  | 803  | 612  | 499  | 443  | 440  | 372  | 396  | 434  |

## Galeria

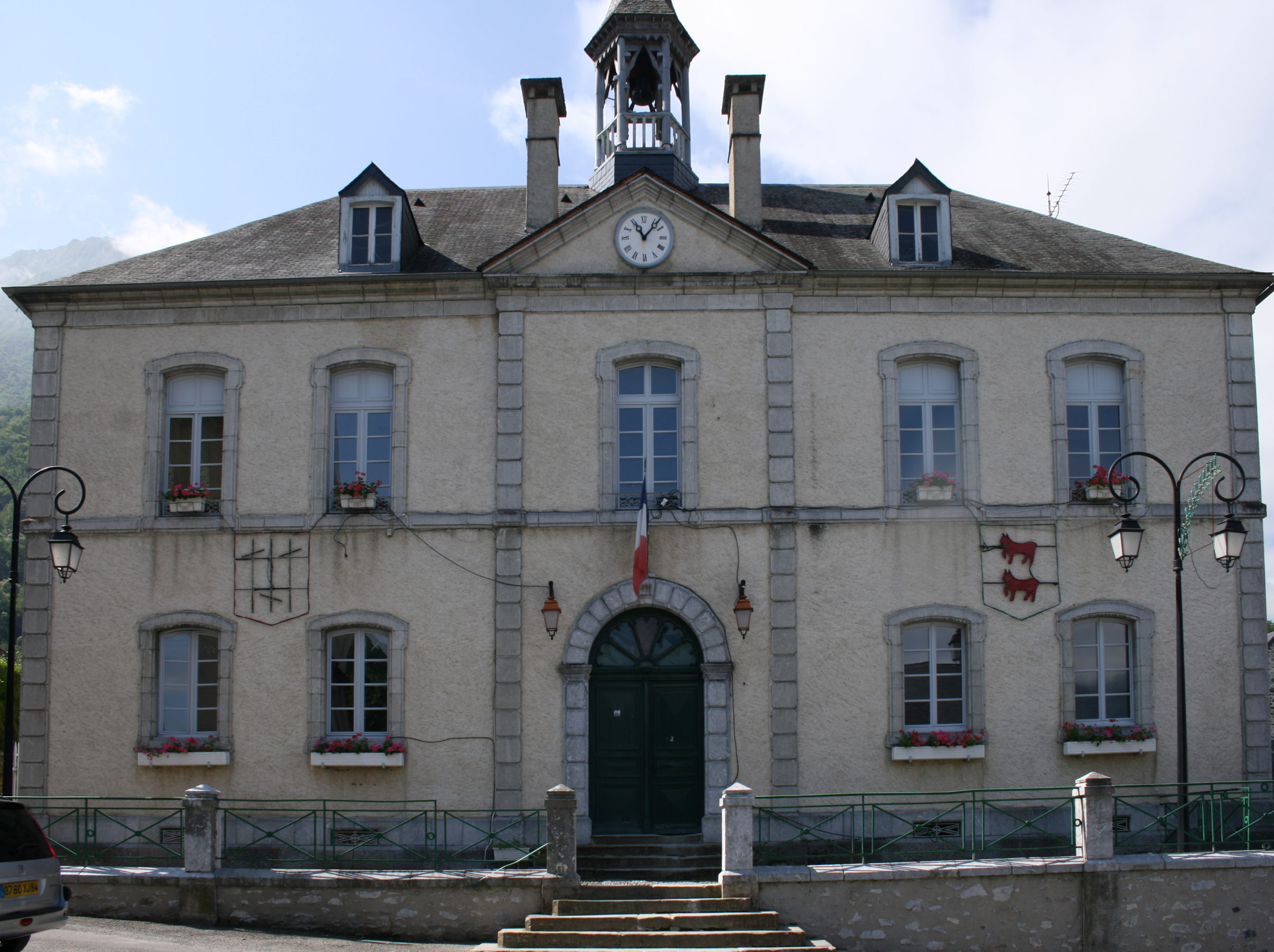
Siedziba mera
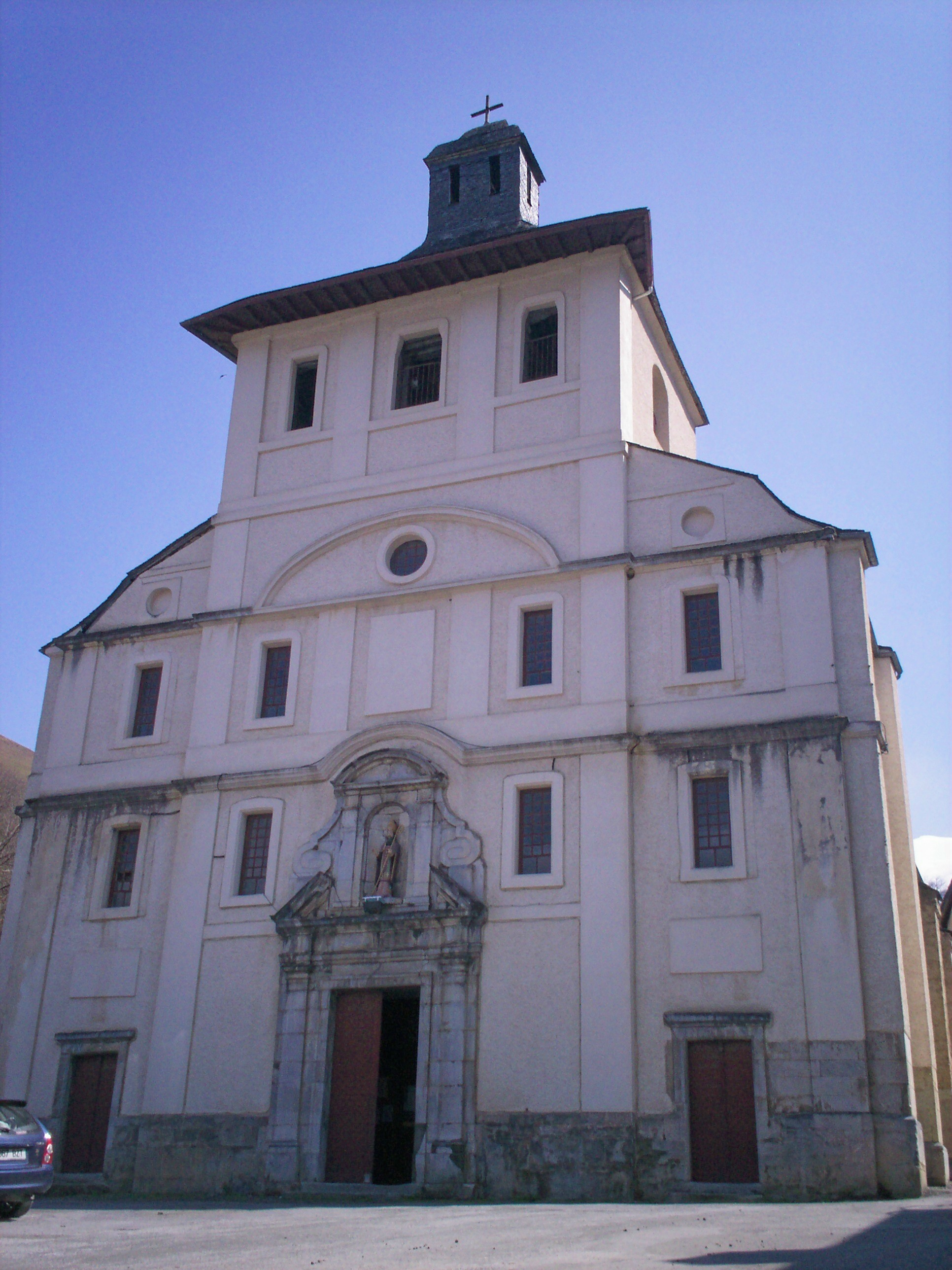
Kościół
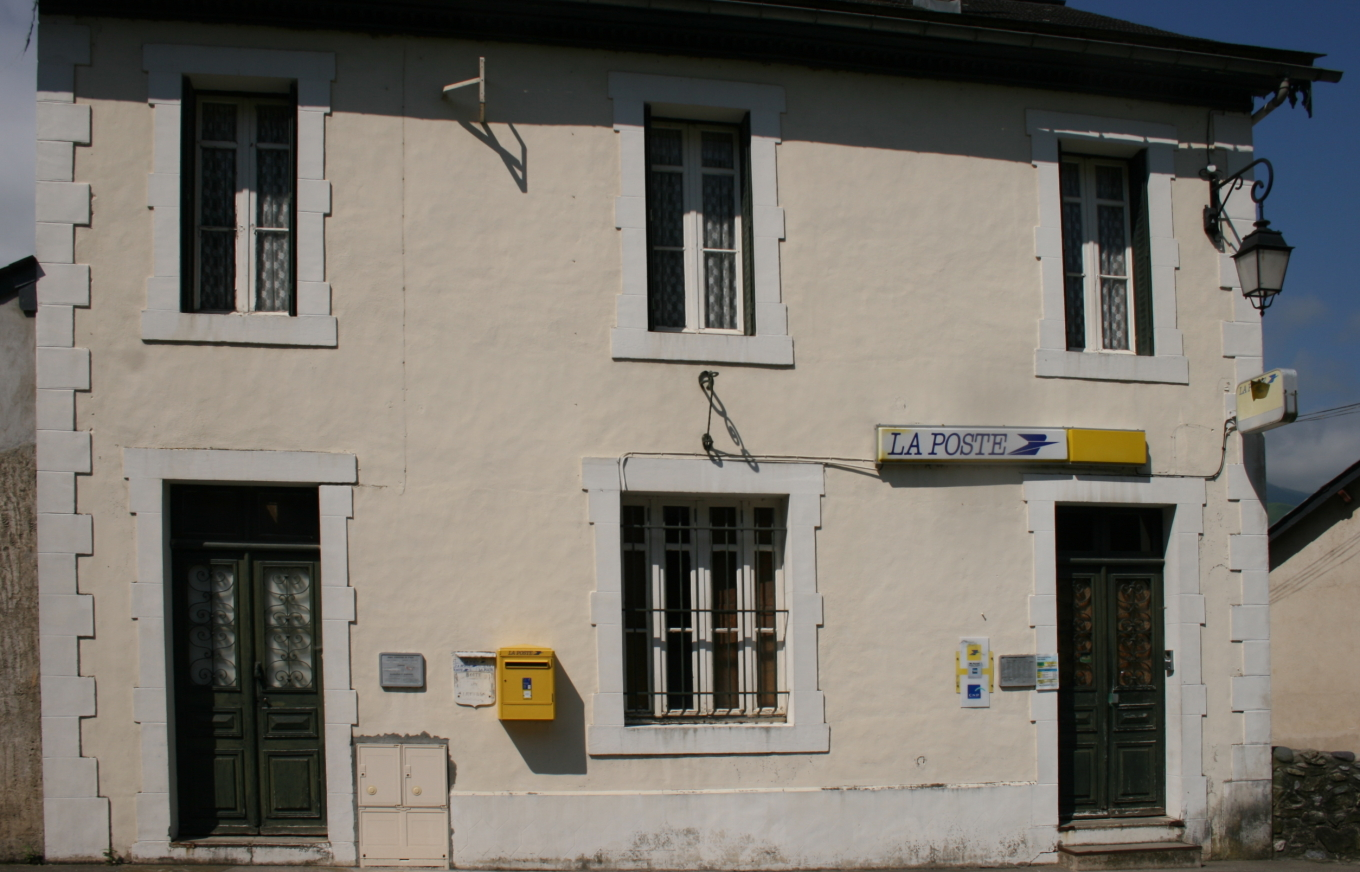
Urząd pocztowy
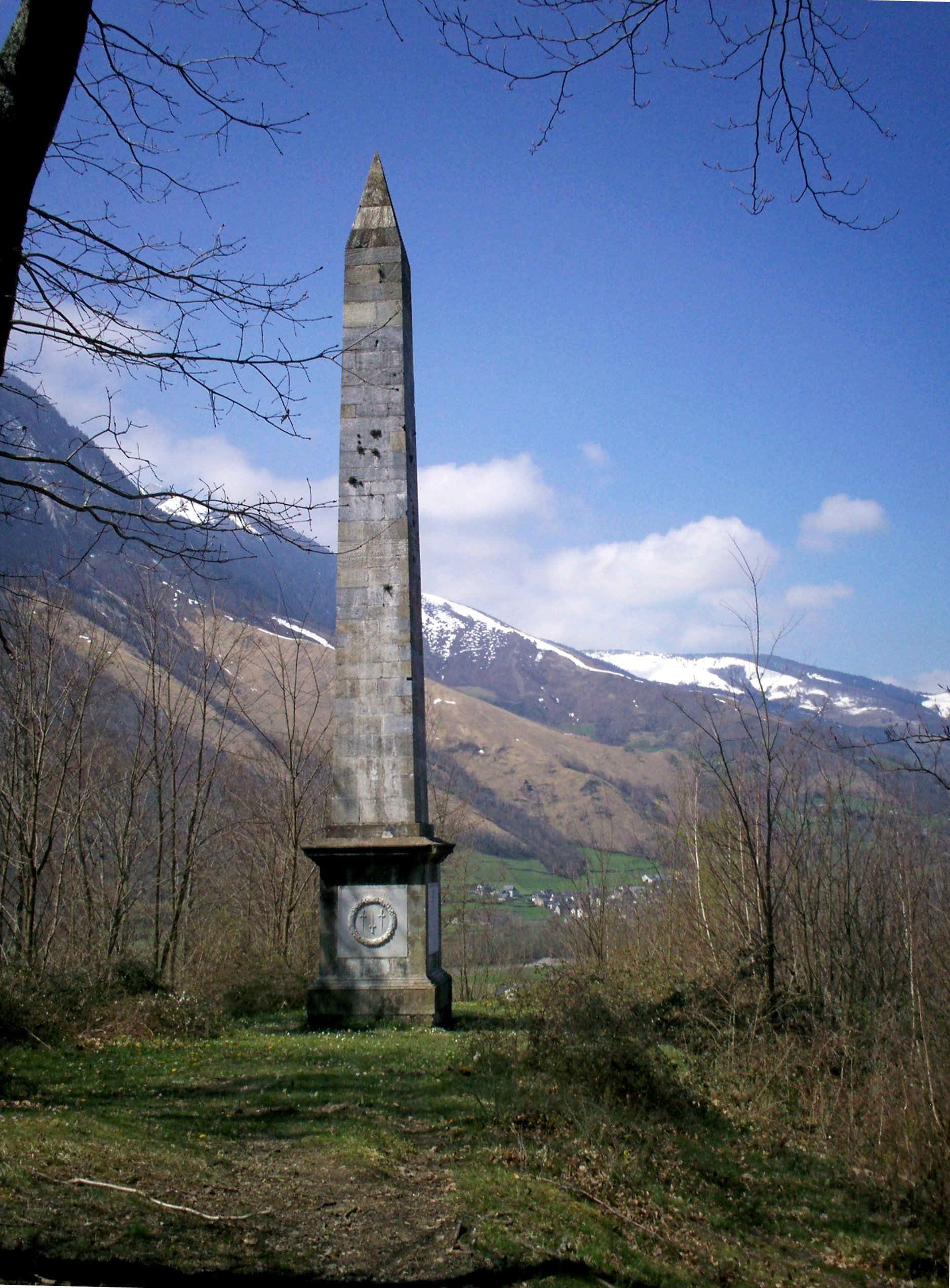
Obelisk